# 黃時濟 (嘉靖舉人)
黃時濟（16世紀—16世紀），字文道，江西南昌府豐城縣登仙門人，明朝政治人物。

## 生平
黃時濟是嘉靖四十三年（1564年）甲子科江西鄉試舉人，授蕭山教諭，任廣東鄉試同考官人稱得士，陞孝感知縣，疏理錢法、丈量土地、築堤賑災，餘暇則為諸生考課，孝感科名鼎盛由他啟發，六年內有循良十詠。

## 引用
1. 1 2  同治《豐城縣志·卷十四·人物志四》：黃時濟，字文道，登仙門人，嘉靖鄉舉，任蕭山教諭，聘典廣東文衡稱得士，陞孝感知縣，疏圜法、清丈糧，築隄賑饑，皆以實心行實，政暇日輒進諸生考課，孝感科名鼎盛，時濟實啟之蒞，任六載有循良十詠。
2. ↑  同治《豐城縣志·卷八·選舉》：嘉靖四十三年甲子鄉試……黃時濟 登仙門人，孝感知縣，有傳